# Millettia piscidia
Millettia piscidia är en ärtväxtart som först beskrevs av William Roxburgh, och fick sitt nu gällande namn av Robert Wight. Millettia piscidia ingår i släktet Millettia och familjen ärtväxter. Inga underarter finns listade i Catalogue of Life.